# برغونیو

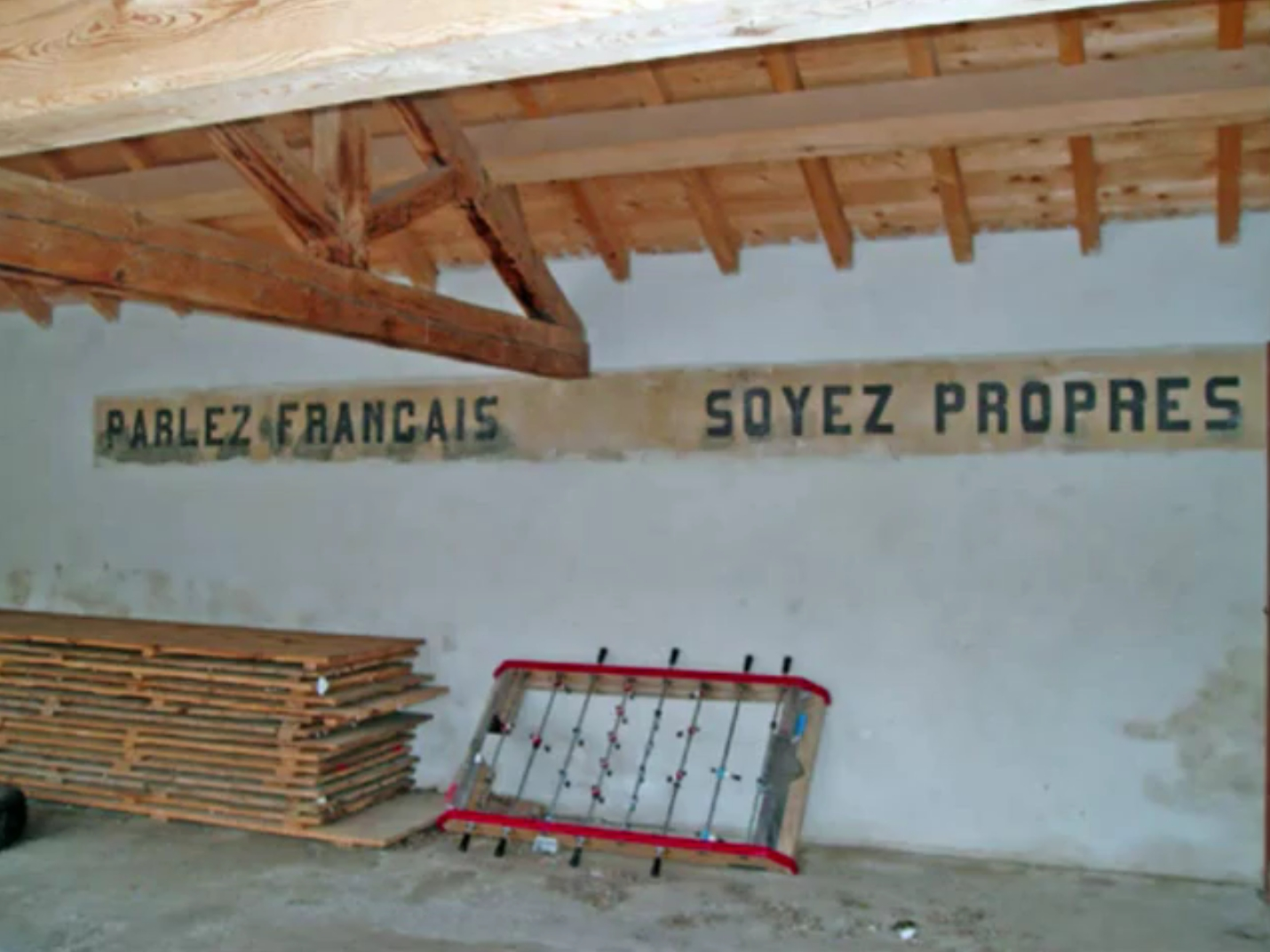
«به فرانسوی حرف بزن تا پاک شوی» که بر دیوار یک مدرسه در مناطق اکسیتان‌زبان جنوب فرانسه نوشته شده‌است؛ چنین شعارهایی یک جلوه معمولی از برغونیو هستند.

برغونیو (به اکسیتان: Vergonha، تلفظ: beɾˈɣuɲo̞، به معنای «شرم») در اکسیتان به تأثیرات سیاست‌های مختلف دولت فرانسه بر اقلیت‌های خود که زبان مادری آن‌ها پاتوا (زبان‌های رومی محلی که به غیر از فرانسوی معیار در کشور صحبت می‌شدند، همانند زبان‌های اکسیتان یا زبان‌های اوییل) نامیده می‌شد، گفته می‌شود.
برغونیو به عنوان یک فرایند که «برای انکار زبان محلی و ایجاد حس شرم در گویشور آن از طریق محرومیت رسمی فرد، تحقیر او در مدرسه و ممانعت حضور رسانه‌ای وی ساخته شده» در نظر گرفته می‌شود که از دوره آنری گرگوار به بعد توسط رهبران سیاسی فرانسه سازمان‌یافته و اجرا شده‌است. برغونیو هنوز هم در بحث‌های عمومی در فرانسه موضوعی بحث‌برانگیز است چرا که برخی ادعا می‌کنند چنین تبعیضی هرگز وجود نداشته‌است. این رخداد یک نمونه معمول ذکرشده از زبان‌کشی سیستماتیک و قانونی است. در سال ۱۸۶۰، پیش از اینکه در فرانسه رفتن به مدرسه اجباری شود، گویشوران بومی اکسیتان بیش از ۳۹٪ از کل جمعیت کشور را تشکیل می‌دادند و در مقابل ۵۲٪ فرانسوی‌زبان بودند. سهم آن‌ها از جمعیت در اواخر دهه ۱۹۲۰ به ۲۶–۳۶٪ کاهش یافت و این تعداد در پایان جنگ جهانی دوم نیز دوباره افت شدیدی را تجربه کرد و به کمتر از ۷ درصد در سال ۱۹۹۳ رسید.

## سده نوزدهم
برنارد پوانیا در گزارشی در سال ۱۹۹۸ به لیونل ژوسپن اعلام کرد که ژول فری در سال ۱۸۸۰ مجموعه‌ای از اقدامات سخت‌گیرانه را برای تضعیف بیشتر زبان‌های منطقه‌ای در فرانسه اجرا کرده‌است. این اقدامات شامل تنبیه کودکانی که در مدرسه به زبانی غیر از فرانسوی معیار (همانند اکسیتان یا برتون) سخن می‌گفتند، بود. در صورت سخن گفتن به زبانی غیر از فرانسوی و نقض قانون، اقدامات مختلفی همانند اصطلاح «گاو» انجام می‌شد، که در آن یک کُنده را به عنوان مجازات به دور گردن کودکان و جوانان آویزان می‌کردند.

## سده بیستم

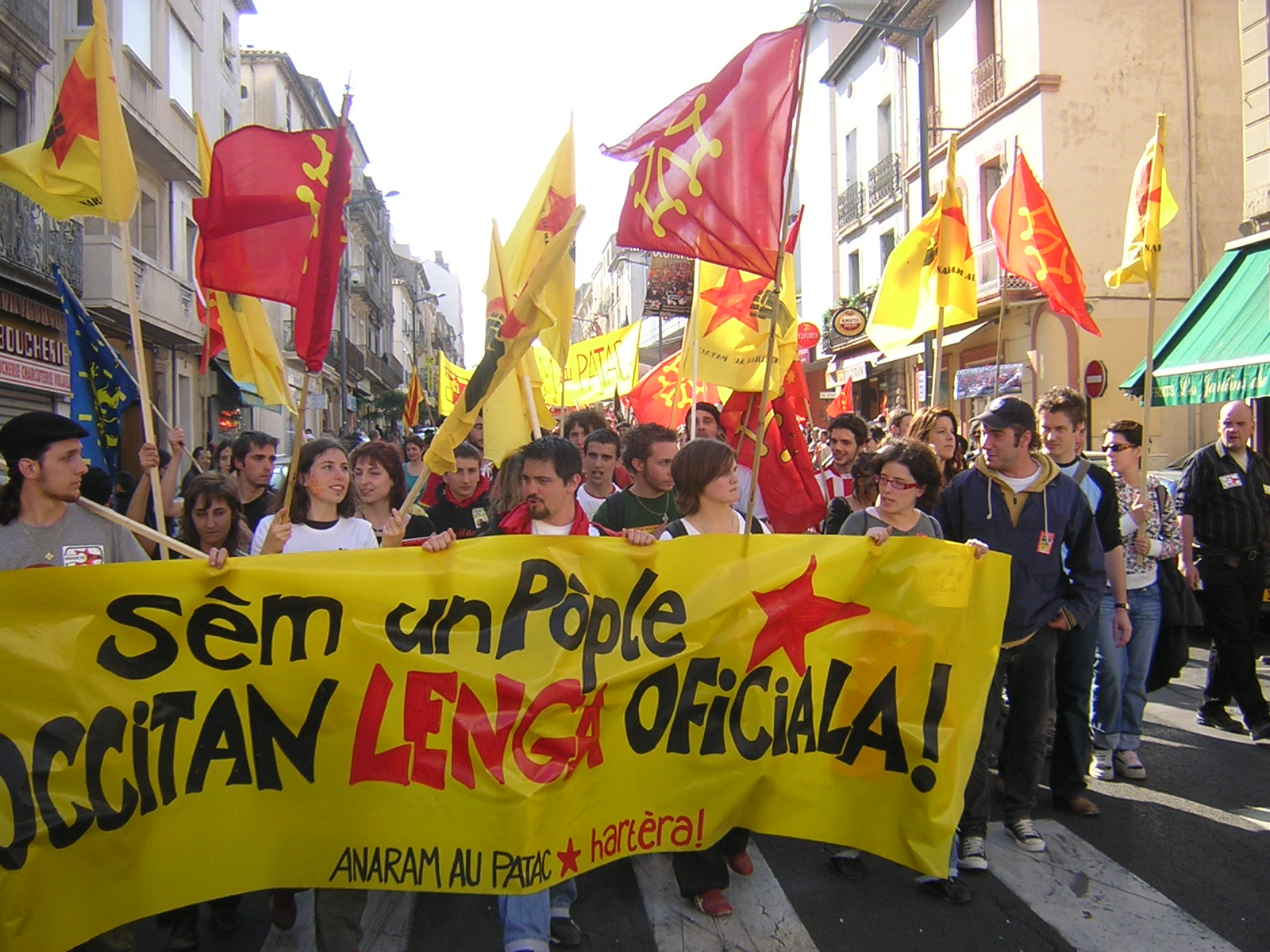
تظاهراتی در حمایت از رسمیت‌بخشی به اکسیتان در بزیه در ۲۰۰۷

در سال ۱۹۷۲ ژرژ پمپیدو، رئیس‌جمهور وقت فرانسه اعلام کرد که در فرانسه دیگر جایی برای زبان‌های منطقه‌ای وجود ندارد. فرانسوا میتران در ۱۴ مارس ۱۹۸۱ در یک سخنرانی در ستاد انتخاباتی خود در لوریان گفت:
«زمان آن رسیده‌است که به زبان‌ها و فرهنگ‌های فرانسه مقام رسمی داده شود. وقت آن است که درهای مدرسه را به روی آن‌ها باز کنیم، ایستگاه‌های رادیویی و تلویزیونی منطقه‌ای ایجاد کنیم تا بتوانند پخش شوند، تا بتوانند نقشی را که در زندگی عمومی شایسته آن‌ها هستند، بازی کنند.»
با این حال، این سخنان به ندرت با اقدام مؤثر همراه بودند: امروزه زبان‌های منطقه‌ای در مدارس و رسانه‌ها در درجات مختلف استفاده می‌شوند، اما هیچ‌یک از آن‌ها وضعیت رسمی ندارند. اخیراً، در تاریخ ۲۷ اکتبر ۲۰۱۵، مجلس سنای فرانسه لایحه تصویب منشور اروپایی زبان‌های محلی یا اقلیت را که با اصلاح قانون اساسی به زبان‌های منطقه‌ای مانند اکسیتان وضعیت رسمی می‌داد، رد کرد.